# Phyllomys dasythrix
Phyllomys dasythrix је врста глодара из породице Echimyidae. 

## Распрострањење
Ареал врсте је ограничен на једну државу. Бразил је једино познато природно станиште врсте.

## Станиште
Станиште врсте су шуме. 

## Начин живота
Врста Phyllomys dasythrix прави гнезда. 

## Угроженост
Ова врста је наведена као последња брига, јер има широко распрострањење и честа је врста.